# Đá Hoài Ân
Đá Hoài Ân là một rạn san hô thuộc cụm Thị Tứ của quần đảo Trường Sa. Đây là một rạn đá "nửa nổi nửa chìm" (cạn nước khi thủy triều thấp) có chiều dài khoảng 1,4 hải lý (2,6 km), chiều rộng khoảng 0,5 hải lý (0,93 km) và có một cồn cát nhỏ bên trên. Nằm cách đảo Thị Tứ 3,5 hải lý (6,5 km) về phía tây, cồn cát mà có nơi gọi là Sandy Cay này chỉ có chiều dài chưa đến 20 m.
Đá Hoài Ân cùng với Đá Tri Lễ và Đá Cái Vung được đề cập trong các tài liệu hàng hải quốc tế với tên chung tiếng Anh là Sandy Cay, và trong tiếng Trung là 铁线礁 (bính âm: Tiexian Jiao).
Đá Hoài Ân là đối tượng tranh chấp giữa Việt Nam, Đài Loan, Philippines và Trung Quốc. Hiện chưa rõ nước nào thực sự kiểm soát rạn san hô này.

## Hình ảnh
| đá Vĩnh Hảo đá Trâm Đức đảo Thị Tứ đá Tri Lễ đá Hoài Ân đá Cái Vung Đảo Thị Tứ và các thực thể địa lý phụ cận (nguồn ảnh: NASA). Tài liệu hàng hải quốc tế gọi tập hợp rạn san hô này là cụm rạn Thị Tứ (Thitu Reefs). |